# Donald Rumsfeld
Donald Henry Rumsfeld, ameriški politik, častnik, vojaški pilot, diplomat, veleposlanik in poslovnež, * 9. julij 1932, Evanston, Illinois, † 29. junij 2021
Po republikanskem porazu na kongresnih volitvah v ZDA je Rumsfeld odstopil s položaja obrambnega sekretarja.